# Inchmarnock
Inchmarnock ist eine unbewohnte schottische Insel im Firth of Clyde, einer Bucht im Westen der Schottischen See. Die Insel gehört zur traditionellen Grafschaft Bute.

## Geographie
Die rund 3,2 km lange und bis zu 1000 Meter breite Insel liegt 1,5 km westlich der Isle of Bute und 9 km nordöstlich der Isle of Arran. Inchmarnock ist bewachsen und bis zu 60 Meter hoch. Im Norden und in der Mitte befinden sich zwei kleine Seen.

## Nutzung
Die Insel befindet sich seit 1999 im Privatbesitz des schottischen Geschäftsmanns Robert Smith.